# اورونزو آپولیایی
اورونزو آپولیایی (انگلیسی: Oronzo Pugliese؛ 5 April 1910 – ۱۱ مارس ۱۹۹۰) بازیکن فوتبال اهل ایتالیا بود.
از باشگاه‌هایی که در آن بازی کرده‌است می‌توان به باشگاه فوتبال فروزینونه و باشگاه فوتبال مسینا اشاره کرد.